# Claude Philippe de Viville
Pour les articles homonymes, voir Viville.
Claude Philippe de Viville (1770-1841) est un auteur français.
Secrétaire général de la préfecture de la Moselle, membre honoraire de l’Académie royale de Metz, fait chevalier de la Légion d'honneur en septembre 1814 et anobli par Louis XVIII en mars 1816, il écrivit plusieurs ouvrages sur Metz et sa région.

## Biographie

### De 1770 à 1815
Claude Philippe de Viville naît le 15 janvier 1770, à Metz, dans l’ancienne province des Trois-Évêchés. Fils d’un commis-greffier au Parlement de Metz, il se destine tôt à une carrière administrative. Après des études chez les bénédictins, Viville devient fonctionnaire à la ville de Metz, sur l’entremise du baron Poutet, maître échevin de la ville. 
Lorsque la Révolution française éclate, il épouse les idées révolutionnaires. Nommé secrétaire de la société populaire et commissaire du pouvoir exécutif, il compose alors des pièces en vers à la gloire de la Révolution. En 1803, il devient membre du collège électoral de Moselle, avant d’être nommé conseiller municipal, puis secrétaire général de la préfecture. Il sert alors sous l'autorité du préfet Vaublanc.
En 1815, il se détourne de Napoléon pour servir la nouvelle autorité royale. Sous la Restauration, Viville reçoit la Légion d’honneur. Dans son dictionnaire, Émile Bégin dresse le portait peu flatteur d’un caméléon politique.

### Décès
Claude Philippe de Viville meurt en 1841.

## Publications
- Le Peuple français, fête décadaire, impr. de C. Lamort, Metz, 8 messidor an II.
- Viville, St Jacque, Trotebas, Plan et marche de la fête à l’Être suprême qui aura lieu à Metz le 20 prairial, impr. de C. Lamort, Metz (s. d.).
- Discours prononcé le 10 floréal de l’an IV, par le citoyen Viville, commissaire du Directoire exécutif près l’administration municipale de Metz, à la fête des époux, célébrée le même jour, impr. de C. Lamort, 1796.
- Liberté. Égalité. Metz, le 21 messidor, l’an 4e de la République française, une et indivisible. Viville, commissaire du pouvoir exécutif, près l’administration municipale de Metz, aux citoyens composant l’administration centrale du département de la Moselle,  impr. de Antoine, Metz (s. d.).
- Annuaire du département de la Moselle pour l’an XI-XII de l'ère française, Metz[4].
- Dictionnaire du département de la Moselle, contenant une histoire abrégée des anciens rois de Metz, de la république messine, des évêques de Metz, des monumens civils et religieux du pays, et un dictionnaire des villes, des bourgs et des villages qui composent le département de la Moselle, avec des notes historiques et statistiques sur chacun d’eux ; par M. Viville, chevalier de l’ordre royal de la Légion d’honneur, ancien secrétaire-général de la préfecture, impr. de Antoine, imprimeur du Roi et de la préfecture de la Moselle, Metz, 1817. (BNF 31596506)